# Tylecodon tenuis
Tylecodon tenuis är en fetbladsväxtart som först beskrevs av Tölken, och fick sitt nu gällande namn av P. Bruyns. Tylecodon tenuis ingår i släktet Tylecodon och familjen fetbladsväxter. Inga underarter finns listade i Catalogue of Life.